# توماس میسون
توماس میسون (Thomas Mason) (زادهٔ ۱ مه ۱۷۵۳ – درگذشتهٔ ۸ سپتامبر ۱۸۰۰)،‏ از سفیدپوستان اولیهٔ خودبرترپندار آمریکایی و مزرعه‌دار برده بود. او پسر جورج میسون، از پدران بنیان‌گذار ایالات متحده، فرزند یکی از خانواده‌های برجستهٔ سیاسی بود.

## اوایل زندگی و تحصیلات
میسون در یک مه ۱۷۷۰ در گانستون هال در شهرستان فیرفکس، ویرجینیا چشم به جهان گشود. او کوچکترین فرزند و پسر جورج میسون چهارم و نخستین همسر جورج، آن ایلبک بود. آن ایلبک سه سال بعد به دلیل مشکلاتی که برایش در زمان متولد شدن خواهر کوچکتر میسون پیش آمد، از دنیا رفت. در سال ۱۷۷۵، مادربزرگ مادری او، سارا ایلبک، از دنیا رفت و بنابر وصیت‌نامه‌اش، توماس جوان ارباب پسر برده‌ای هم سن خودش به نام جیمز پسر مال شد (۲۷ برده به ۷ فرزند میسون وصیت شد). در حالی که توماس میسون نمایندهٔ نورفولک کانتی در مجلس شهری در سال ۱۶۹۶ بود، بقیهٔ میسون‌ها از تبار جورج میسون مهاجر بودند که نمایندگی استفورد کانتی را در مجلس بر عهده داشت.
توماس میسون آموزش خصوصی متناسب با سن و سطح کلاسی‌اش دریافت کرد. نانسی، خواهر بزرگتر میسون، جایگاه مادرش را به عنوان خانم خانه به مدت هفت سال و تا زمان ازدواج مجدد پدرشان با سارا برنت برعهده داشت. سارا برنت پیر دختری بود که با ادارهٔ عمارت‌های بزرگ به واسطهٔ نگهداری از پدر خودش، دوست و متحد خانوادهٔ میسون، شناخت داشت. میسون بزرگ مربیان اسکاتلندی را برای آموزش پسرانش ترجیح می‌داد. دیوید کانستبل، فارغ‌التحصیل کالج آبردین، در سال ۱۷۷۴ به گانستون هال رسید (با وجود امتناع از ادای سوگند وفاداری به ویرجینیا) و تا سال ۱۷۸۱ آنجا ماند تا آنکه به املاک متعلق به خانواده‌اش در جزیره سنت کریستوفر در هند غربی بریتانیا رفت. پس از جدایی‌اش، میسون بزرگ توماس و برادرش جان که کمی از او بزرگتر بود را به مدرسه‌ای فرستاد که توسط کشیش بوکانان در شهرستان استفورد (نزدیک محله کلیسای آکویا) تأسیس شده بود. در سال ۱۷۸۸، گرچه جان میسون برای تحصیل به مریلند فرستاده شده بود، ولی توماس و پسر خاله/دایی خوانده-اش، جورج گراهام، به آکادمی تازه تأسیس فردریکزبورگ در فردریکزبرگ، ویرجینیا که یکی از متولیان آن پسر خاله/دایی او، جیمز مرسر بود، رفته بودند. پس از اتمام تحصیلات رسمی وی در آکادمی فردریکزبورگ، میسون نزد ویلیام هاجسون در اسکندریه، ویرجینیا کارآموزی کرده و برای تبدیل شدن به یک تاجر، آموزش دید. برادر وی، جان میسون که کمی از او بزرگتر بود، نیز در تجارت را با شاگردی تاجر اسکندریه جان هارتشورن آموخت (اگرچه سایر برادران بزرگتر چنین شاگردی دریافت نکردند).

## حرفه
پدر میسون در پی کارآموزی او در اسکندریه، تجارتی برایش در ریچموند به راه انداخت. جان میسون نیز تا آن روز به ریچموند نقل مکان کرد، جاییکه او شراکتی با فنویک و میسون تشکیل داد و با بازرگانان در بوردو، فرانسه تجارت می‌کرد که در آن زمان به دلیل انقلاب فرانسه دچار آشفتگی شد. پدرشان، جورج میسون، جان را راهنمایی کرد تا به برادر کوچکش آموزش دهد و توماس با مرگ پدرش در اواخر سال ۱۷۹۲ به عنوان جمع‌کننده بدهی‌های خانوادگی یا به عنوان یک تاجر به تنهایی کار می‌کرد.
او و جان در سال ۱۷۷۳ وصیت‌نامهٔ پدرشان (اندکی پس از مرگ همسر نخستش نوشته شده بود) و حداقل یک شاهد تأییدکننده (مشترکی که گوستاووس اسکات، الیزابت برونا، آن کاکبرن، جان وست جونیور، رابرت گراهام و جان دیویدسون بودند) را به دادگاه فیرفکس کانتی ارائه کردند. در آن زمان هیچ سرپرستی برای فرزندان لازم نبود و بزرگترین برادرشان، جورج (وصی) در سال ۱۷۹۶ از دنیا رفت و دیگر وصی، مارتین کاکبرن، نیز از وظایف خود به عنوان وصی انصراف داده بود؛ بنابراین جان و توماس میسون وصی املاک پدرشان و ثروتمند شدند. توماس میسون در ۲۵ سپتامبر ۱۷۹۷ دوباره به پرنس ویلیام کانتی نقل مکان کرد و یک فروشگاه راه‌اندازی کرد. میسون احتمالاً در زمان مرگ زودرس خود در سال ۱۸۰۰ ثروتمندترین مرد در پرنس ویلیام کانتی بود گرچه او بدهی‌های قابل توجهی نیز داشت. در سال ۱۸۰۰، توماس میسون صاحب چهار قطعه زمین مجموعاً به مساحت ۱۰۰۳ جریب فرنگی بود و بیشترین میزان مالیات اموال شخصی را پرداخت می‌کرد. اموال او شامل یک دهم یک خدمتکار سفیدپوست، بیست و یک بردهٔ سیاه‌پوست بالغ، چهار بردهٔ سیاه‌پوست بین ۱۳ تا ۱۶ سال و ۳۳ بردهٔ سیاه‌پوست که یا کودک یا سالمند بودند، می‌شد.
همچنین توماس میسون حرفهٔ کوتاه مدت سیاسی خود را زمانی که رأی‌دهندگان پرنس ویلیام کانتی در سال ۱۷۹۹ وی را به عنوان یکی از نمایندگان مجلس نمایندگان ویرجینیا انتخاب کردند، آغاز شد. میسون سال بعد از آن نیز دوباره انتخاب شد اگرچه پیش از نشست مجلس چشم از جهان فروبست.
توماس میسون دارایی‌های پدرش را در قسمت جنوبی رودخانه اوکوکان و نقطهٔ مقابل کولچستر، ویرجینیا و همچنین حق عبور از رودخانه اوکوکان را به ارث برد.
میسون نام مزرعهٔ خود را از روی پل چوبی عوارضی که در سال ۱۷۹۵ برای جایگزینی فرابر ساخته بود، وودبریج گذاشت. منابع مختلف در مورد اینکه کدام مهندس یا مخترع مبتکر و مشهور پل را طراحی کرده، اتفاق نظر ندارند: تئودور بور از کنتیکت (به‌طور قطعی مشخص نیست که در جنوب پورت دیپویت، مریلند کار کرده‌است) یا تیموتی پالمر از ماساچوست که در حال ساخت پل لیتل فالز بر روی رودخانه پوتوماک در ۱۷۹۵ و پل‌ساز برجسته آن دوران که شاید بیشتر به خاطر پل در فیلادلفیا شناخته می‌شود (میسون بر اساس هزینه بالای کارگران ماساچوست، نرخ عوارض بالاتری را از مجمع عمومی ویرجینیا در سال ۱۷۹۷ درخواست کرد). پل عوارضی بزرگراه کینگ (مسیر یک ایالات متحده کنونی) را از رودخانه اوکوکان عبور می‌داد.

## ازدواج و فرزندان
توماس میسون یتیم در ۲۲ آوریل ۱۷۹۳ با سارا بارنز هو، دختر جرارد هو و سارا بارنز، در مزرعه لکسینگتون در فیرفکس کانتی، ویرجینیا ازدواج کرد. سارا خواهرهمسر برادر بزرگتر توماس، جورج میسون پنجم، به نام الیزابت «بتسی» مری آن بارنز هو بود. این زوج صاحب چهار فرزند بودند:
- پتسی میسون لیک (زادهٔ ۱۷۹۶ – درگذشتهٔ ۱۸۷۳)
- الیزابت میسون

جرارد الکساندر میسون (زادهٔ دسامبر ۱۷۹۳ – درگذشتهٔ ۱۸ دسامبر ۱۸۴۹)
- لینا میسون بارون (زادهٔ ۱۷۹۸ – درگذشتهٔ ۱۸۲۴)
- توماس میسون (زادهٔ ۱۸۰۰ – درگذشتهٔ ۱۸۲۸)

## مرگ و میراث
توماس میسون در ۸ سپتامبر ۱۸۰۰ زمانی که ۳۰ سال سن داشت، در خانه مزرعه لکسینگتون کنار محل سکونت بیوهٔ برادرش جورج و همسر دوم او (و هم‌شاگردی سابق میسون) جورج گراهام، چشم از جهان فروبست. ریچارد برنت دوران باقی‌ماندهٔ خدمت او را در مجلس نمایندگان ویرجینیا به نمایندگی از پرنس ویلیام کانتی را پُر کرد. بیوهٔ او سارا بی. ویلسون هیچ وصیت‌نامه‌ای تسلیم نکرد و بنابر قانون ایالت ویرجینیا توانست ۱۵ سال پایانی عمر خود را در خانهٔ خانوادگی شان، وودبریج، در کنار پسر بزرگشان جورج تا قبل از آنکه او نیز بدون وصیت‌نامه از دنیا برود، سپری کند. در ۸ اکتبر ۱۸۰۰، دادگاه پرنس ویلیام کانتی فهرستی از املاک توماس، شامل افراد به بردگی گرفته شده توسط نمایندهٔ آینده، جورج گراهام و دیگران را، پذیرفت. خانوادهٔ توماس میسون تا سال ۱۸۵۱ همچنان مالکیت مزرعهٔ وودبریج و پل را دارا بودند تا پس از مرگ جرارد الکساندر میسون که به حراج گذاشته شد. یک همسایه جسد جورج را در خانهٔ خودش و در حالی که سرش با تبر به شدت آسیب دیده بود، یافت و برده‌اش اگنس به دلیل قتل به دار آویخته شد.
بسیاری از نوادگان وی نیز نام توماس میسون را داشتند. نوهٔ توماس میسون که فرزند کوچکترین پسر او بود، توماس جونیور بری میسون تا زمان مرگش در چارلز کانتی، مریلند زندگی کرد. وصیت‌نامهٔ او به تاریخ ۱۳ ژوئیه ۱۸۵۲ که در مریلند تأیید شد، به‌طور خاص هر گونه دارایی او را (اگر فرزند زنده نداشت) حتی اگر برادرش (همچنین مجرد)، توماس میسون دارای فرزندانی بود، از انتقال به هوو، بارون یا گریمز در هر موردی منع کرد. در سال ۱۸۱۷ دختر بزرگ توماس میسون، با ویلیام بارون ازدواج کرد و قبل از اینکه آن خانواده به کنتاکی نقل مکان کنند، توماس میسون بارون را در واشینگتن دی سی به دنیا آورد. توماس ام بارون در سال ۱۸۴۲ با پنه لوپه مک فارلند ازدواج کرد و تنها پسر از هفت فرزندشان، ویلیام توماس بارون، ازدواج کرد و در نهایت پدربزرگ همسر نخست کنراد هیلتون (مری بارون) که یک هتلدار بود، شد.